# Glee: The Music Presents the Warblers
Glee: The Music Presents the Warblers è un album di colonna sonora pubblicato dal cast della serie TV musicale statunitense Glee.
Il disco, uscito nell'aprile 2011, contiene 13 cover: undici sono tratte dalla seconda stagione della serie, mentre due sono brani originali in esclusiva sull'album.

## Tracce
Accanto ai titoli sono riportati gli interpreti originali.
1. Katy Perry – Teenage Dream – 3:40
2. Train – Hey, Soul Sister – 3:40
3. Destiny's Child – Bills, Bills, Bills – 3:00
4. Wings – Silly Love Songs – 3:50
5. Robin Thicke – When I Get You Alone – 2:32
6. Neon Trees – Animal – 3:11
7. Maroon 5 – Misery – 3:08
8. The Beatles – Blackbird – 2:20
9. Hey Monday – Candles – 2:51
10. Pink – Raise Your Glass – 3:18
11. Keane – Somewhere Only We Know – 3:04
12. Barbra Streisand & Barry Gibb – What Kind of Fool – 4:08
13. Rod Stewart – Do Ya Think I'm Sexy? – 3:00

## Formazione
- Nikki Anders
- Shoshana Bean
- Sam Cantor
- Chris Colfer
- Darren Criss
- Conor Flynn
- Michael Grant
- John Kwon
- Storm Lee
- David Loucks
- Riker Lynch
- Cailin Mackenzie
- Eric Morrissey
- Jeanette Olsson
- Evan Powell
- Penn Rosen
- Eli Seidman
- Onitsha Shaw
- Jack Thomas
- Windy Wagner